# 수루츠

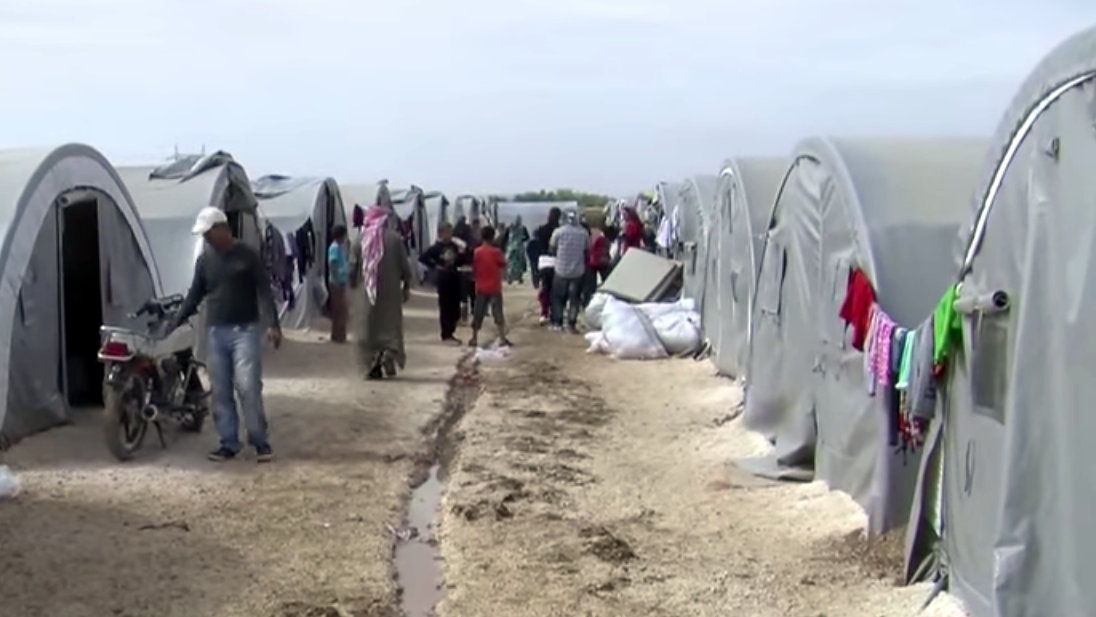

수루츠(튀르키예어: Suruç)는 튀르키예 샨리우르파 주의 한 구역으로, 시리아와의 국경 인근에 있다. 2015년 7월 20일 테러 사건이 발생하여 32명이 사망하였다.